# Жираи, Миклош
Миклош Жираи (венг. Miklós Zsirai; 1892–1955) — венгерский учёный-финно-угровед, известный своей работой «Finnugor rokonságunk»/«Наши финно-угорские родственники» (1937, переиздана в дополненном виде в 1994 году). Именем учёного названа улица в Будапеште. 

## «Наши финно-угорские родственники»
Данный труд относится к числу основополагающих работ по финно-угристике, состоит из 4 частей. 
В первой части под названием «A magyar nyelv hovatartozása»(«Генетическая принадлежность венгерского языка») освещаются вопросы языкового родства: даются звуковые соответствия в родственных языках, сведения из сравнительной морфологии финно-угорских языков, а также говорится об антропологических типах финно-угров. 
Вторая часть называется «A finnugor őskor»(«Прафинно-угорская эпоха»), здесь пишется о прародине финно-угров, о методе языковой палеонтологии, его особенностях и возможностях, о занятиях предков финно-угров, об особенностях одежды, семьи, о результатах археологических данных, контактах финно-угров, распаде языка-основы. 
В третьей части «A finnugor népek ismertetése»(«Общие представления о финно-угорских народах») приводятся сведения о численности финно-угров, месте их проживания, этимологии названий финно-угорских народов, а также говорится о материальной и духовной культуре финно-угорских народов. 
В четвёртой части «A finnugor nyelvhasonlítás története»(«История сравнительного изучения финно-угорских языков») речь идет об исследователях, которые занимались вопросами финно-угорского сравнительного языкознания: начиная с тех, кто в числе первых доказывал финно-угорское родство, и заканчивая современниками автора.